# Aérospatiale Alouette III
Aérospatiale Alouette III (Škrjanec) je enomotorni lahki večnamenski helikopter francoskega podjetja Sud Aviation. Sud Aviation se je leta 1970 združil z Nord Aviation v Aérospatiale. Helikopter so tudi licenčno proizvajali v Indiji pri Hindustan Aeronautics (HAL) kot Hal Chetak in v Romuniji pri Industria Aeronautică Română (IAR).
Alouette III je povečan naslednik Alouette II.
Prvi Alouette III (prototip SE 3160) je prvič poletel 28. februarja 1959. SA 316A (SE 3160) je vstopil v proizvodnjo leta 1961. Več kot 500 so jih zgradili v Romuniji, Indiji in Švici. V Franciji so zgradili 1453, v Indiji 300+, V Romuniji 200+ in v Švici 60 helikoptejev. Skupno nekaj čez 2000.

## Tehnične specifikacije (SA 316B)
- Posadka: 2
- Kapaciteta: 5 potnikov
- Dolžina: 10,03 m (32 ft 10¾ in)
- Premer glavnega rotorja: 11,02 m (36 ft 1¾ in)
- Višina: 3,00 m (9 ft 10 in)
- Površina rotorja: 95,38 m2 (1026 ft2)
- Prazna teža: 1143 kg (2520 lb)
- Gros teža: 2200 kg (4850 lb)
- Motor: 1 × Turbomeca Artouste IIIB turboshaft, 649 kW (870 KM) omejen na 425 kW (570 KM)

- Maks. hitrost: 210 km/h (130 mph)
- Potovalna hitrost: 185 km/h (115 mph)
- Dolet: 540 km (335 milj)
- Višina leta (servisna): 3200 m (10500 ft)
- Hitrost vzpenjanja: 4,3 m/s (850 ft/min)